# TuS Bremerhaven 93
TuS Bremerhaven 93 was een Duitse voetbalclub uit Bremerhaven.

## Geschiedenis
De Arbeiter Turnverein werd in 1893 opgericht, vanaf 1912 had de club ook een voetbalafdeling. Na de machtswissel in Duitsland in 1933 hield de club op te bestaan en werd heropgericht als TuS Bremerhaven 93, de club moest wel helemaal onder aan de ladder beginnen. Na enkele promoties werd in 1942 de Gauliga bereikt, na één seizoen degradeerde de club echter.
Na de Tweede Wereldoorlog speelde de club in de Oberliga Nord, in 1954 werd de club vicekampioen en mocht zo deelnemen aan de eindronde om de landstitel. De verwachtingen rond de club waren hooggespannen in het volgende seizoen en omdat die niet werden ingelost bleven de toeschouwers weg. De club bleef een grijze muis tot de Oberliga afgeschaft werd in 1963.
Na de oprichting van de Bundesliga speelde de club in de Regionalliga Nord, de financiële situatie van de club ging er op achteruit. In 1968 had de club 100 000 mark schuld.
In 1974 presteerde de club wat minder, de promotie naar de 2. Bundesliga werd gemist. 2 jaar eerder hadden enkele clubs OSC Bremerhaven gevormd en TuS besloot om zich ook bij OSC aan te sluiten. Er werd nog tot 1977 een team opgesteld voor TuS, maar dan hield de club definitief op te bestaan.
Begin jaren negentig verliet een deel van de club OSC omdat de club niet populair was in de stad en ze sloten zich aan bij VfB Lehe dat nu de naam wijzigde in FC Bremerhaven.